# Berezňak-Isajev BI-1

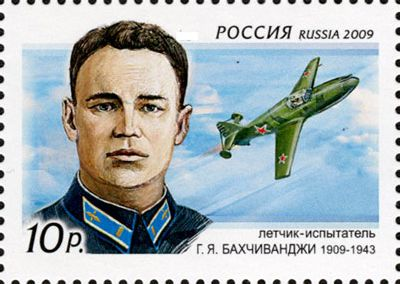
Ruská známka s portrétem pilota G. J. Bachčivandžiho, který zahynul při zkouškách BI-1

Berezňak-Isajev BI-1 byl sovětský stíhací letoun krátkého doletu poháněný raketovým motorem, vyvinutý během druhé světové války.
Vývoj raketové techniky v Sovětském svazu měl již své první kroky v meziválečném období, ovšem o jeho užití v čistě letecké technice se začalo uvažovat až ve třicátých letech. V roce 1940 bylo rozhodnuto o zařazení raketových stíhacích letadel do nových vývojových programů. Jedněmi z mladých perspektivních konstruktérů byli A. J. Berezňak a A. M. Isajev, kteří přišli s projektem jednomístného raketového stíhacího letounu BI. Vzhledem k tomu, že Stalin důvěřoval starším a zkušenějším vědcům, byl mu projekt předložen pod zavedeným jménem profesora Bolchovitinova. První prototypy byly objednány již v červenci 1941, dne 10. září byly učiněny první zkoušky. Vzhledem k postupu německých vojsk byla továrna evakuována na Ural, což způsobilo zdržení zkoušek. Ty dále pokračovaly roku 1942, vyrobeno bylo sedm kusů prototypů. Kromě strojů s klasickým podvozkem byly sestaveny typy s lyžemi. V roce 1943 došlo při zkouškách k havárii, při níž zahynul zkušební pilot. Toto však další vývoj neovlivnilo, byly dokonce objednány sériové kusy pro armádu. Výroba však nebyla nikdy zahájena. Testy letadel BI-1 skončily na jaře 1945, kdy byl program zastaven.

## Specifikace

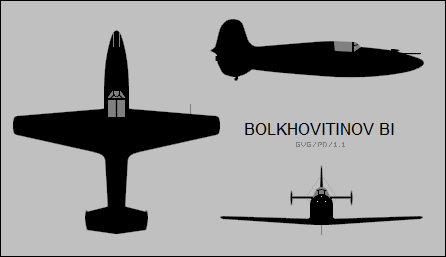
Třípohledová silueta BI-1

### Technické údaje
- Osádka: 1 osoba
- Rozpětí: 6,48 m
- Délka: 6,40 m
- Výška: 2,50 m
- Nosná plocha: 7,00 m²
- Hmotnost prázdného letounu: 790 kg
- Vzletová hmotnost: 1650 kg
- Pohonná jednotka: 1 × raketový motor na kapalné palivo Duškin DIA-1100 nebo Duškin RD-1

### Výkony
- Maximální rychlost (naměřená): 675 km/h
- Maximální rychlost (vypočtená): 800 km/h
- Počáteční stoupavost: 82 m/s
- Dostup (vypočtený): 16 000 m

### Výzbroj
- 2 × 20mm kanón ŠVAK se zásobou 45 nábojů na hlaveň[2]